# Berättelsen om Killinggänget
Berättelsen om Killinggänget är en svensk dokumentärserie som hade premiär på SVT Play och SVT1 den 3 januari 2024. Första säsongen består av tre avsnitt. Maria Jämtelid på SVT har varit projektledare.

## Handling
Serien kretsar kring komikergruppen Killinggänget, som slog igenom stort stort under 1990-talet med TV-program såsom bland annat Nilecity och I manegen med Glenn Killing. I programmet berättar medlemmarna själva om sitt liv i den 30 år gamla humorgruppen. 

## Medverkande (i urval)
- Tomas Alfredson
- Robert Gustafsson
- Andres Lokko
- Martin Luuk
- Johan Rheborg
- Henrik Schyffert